# Bixr ibn Marwan
Abu-Marwan Bixr ibn Marwan ibn al-Hàkam al-Umawí —àrab: أبو مروان بشر بن مروان بن الحكم الأموي, Abū Marwān Bixr b. Marwān b. al-Ḥakam al-Umawī—, conegut senzillament com a Bixr ibn Marwan fou un príncep omeia fill del califa Marwan (I) ibn al-Hàkam (684–685) i de Qutayya bint Bixr.
Va participar en la batalla de Marj ar-Ràhit el 684, en la qual va matar un dels caps kilàbites. Quan son pare va pujar al califat el va seguir a Egipte, territori que havia estat dominat per al-Zubayr el març/abril del 684, i que Marwan I va sotmetre a l'autoritat califal. Va estar llavors al costat del seu germà Abd-al-Aziz ibn Marwan, governador d'Egipte, però les relacions entre els dons germans es van deteriorar i Bishr va retornar a Síria.
El 690 el seu germà Abd-al-Màlik ibn Marwan, que havia pujat al califat el 685, el va nomenar governador de Kufa i va participar en la campanya contra al-Zubayr i segurament va entrar a Kufa el 692. Aquest any o el 693 Bàssora fou reunida al govern de Kufa; el governador de Bàssora Khalid ibn Abd Allah ibn Khalid ibn Asid havia estat destituït per la mala direcció de la guerra contra els kharigites i Bishr es va ocupar d'aquesta lluita probablement a partir del 693, deixant a Kufa com a lloctinent a Amr ibn Hurayth al-Makhzumi; però el seu germà li va ordenar entregar el comandament de les forces militars a Al-Muhàl·lab ibn Abi-Sufra, el que va fer a contracor, ja que volia nomenar cap de l'exèrcit a Umar ibn Ubayd Allah ibn Mamat.
Bishr patia una infecció a un ull que es va anar agreujant i li va causar la mort el 694, quan tenia entre 40 i 50 anys. Era considerat un home amable i clement (encara que va fer executar uns emissaris d'al-Zubayr). Bishr bevia vi i portava una vida de certa disbauxa amb els seus amics; escoltava música, componia versos i patrocinava poetes.